# Great Lever
Great Lever – dzielnica miasta Bolton, w Anglii, w hrabstwie Wielki Manchester, w dystrykcie metropolitalnym Bolton. W 2011 roku dzielnica liczyła 14 467 mieszkańców.